# Manuel Bueno Bengoechea
Manuel Bueno Bengoechea (Pau, 14 de junio de 1874-Barcelona, 11 de agosto de 1936) fue un escritor y periodista español. Coetáneo de las figuras más representativas de la generación del 98, en la que a veces se le ha incluido, murió asesinado en Barcelona a las pocas semanas de iniciada la guerra civil.

## Biografía
Nació en la ciudad francesa de Pau el 14 de junio de 1874. Su madre era vasca, de Lequeitio, y su padre había nacido en Argentina. La familia se trasladó a Sevilla y luego a Bilbao, donde se crio. Estuvo un tiempo como «lego o donado con hábito» en el convento bilbaíno de San Francisco, donde adquirió, al parecer, su pasión por la lectura, siendo —en opinión de Sainz de Robles— un «formidable autodidacta» que «no llegó a poseer ningún título de estudios oficiales». A los trece años emigró a la Argentina, empleándose en el comercio y de donde regresó frustrado; algún tiempo después cruzó de nuevo el Atlántico, esta vez a La Habana, volviendo con la misma sensación de fracaso. De regreso en Bilbao, militó en la Agrupación Socialista de esa localidad y en la Unión General de Trabajadores y se inició en el periodismo; trabajó como reportero en el diario El Porvenir Vascongado y colaboró en La Lucha de Clases. En la capital vasca colaboró también en El Diario de Bilbao y Las Noticias; en ambos periódicos publicó sus primeros ensayos literarios —de «elegante estilo y fondo amenísimo»— titulados Acuarelas.
En 1897 se estableció en Madrid. Fue redactor de El Globo, diario que había sido adquirido en 1896 por el conde de Romanones, donde escribió crónicas firmadas con el seudónimo «Lorena». A partir de 1899 ejerció la crítica teatral en el Heraldo de Madrid y colaboró en otras publicaciones como La Correspondencia de España. En julio de 1899, durante una discusión con Valle-Inclán, hirió con el bastón el brazo de éste en el Café de la Montaña, la herida se infectó y gangrenó y el escritor gallego terminó con el brazo amputado. Pero la realidad es que, según el biógrafo de Valle-Inclán Manuel Alberca, Bueno le dio una verdadera paliza que lo llevó al hospital. Colaboró asimismo en el diario El Mundo, en La Nación —un diario (después semanario) autodenominado «monárquico independiente» que tuvo efímera existencia en 1913— y en la revista gráfica La Esfera. Dirigió la revista Madrid y el diario madrileño La Mañana, del que fue fundador. A partir de los años veinte fue colaborador fijo y destacado del diario ABC y de la revista Blanco y Negro.
Fue elegido diputado a Cortes en las elecciones de 1910, 1914 y 1916 por los distritos de Huelva, Jaén y Almansa, respectivamente. 
«La obra literaria de Manuel Bueno —escribe Sainz de Robles— tiene cuatro vertientes muy acusadas: el periodismo, el teatro, la crítica y la novela». Su colaboración periodística fue reflejando su evolución ideológica, desde unas posiciones situadas a la izquierda, de marcado contenido anticlerical, hasta el creciente conservadurismo de su madurez, cuando llegó a mostrarse entusiasmado por los «nuevos movimientos totalitarios», como el fascismo italiano y el nazismo.
Apoyó la dictadura de Miguel Primo de Rivera. En 1924, por orden del dictador, se trasladó a París, para establecer el «Bureau des Grands Journals Ibero-Américains», desde el que escribió numerosas crónicas de actualidad española para grandes rotativos como La Nación de Buenos Aires y La Razón de La Habana y realizaba sobornos a periódicos como Le Temps por publicar información favorable al régimen español según denunció L'Action Française.
A principios del año 1936 se estableció en Barcelona, «para estar en contacto con la barcelonesa Editorial Araluce, que le había firmado un sabroso contrato como exclusiva de sus novelas». Es cuestión debatida su posible militancia en Falange Española; hay fuentes que la afirman; Sainz de Robles, por su parte, considera que no está demostrada, pero ve fuera de duda su colaboración en la publicación falangista clandestina No Importa, que propugnaba un levantamiento violento contra la República. Al fracasar la sublevación en Barcelona se encerró en su domicilio, en el barrio de San Gervasio, de donde fue sacado por una patrulla de milicianos el 11 de agosto de 1936. Su cadáver apareció a la mañana siguiente en el Depósito del Hospital Clínico; lo habían recogido detrás de la iglesia santuario de Nuestra Señora de Bonanova.

## Obras destacadas
Entre sus novelas destacan Corazón adentro (1906), El sabor del pecado (1935) y Los nietos de Dantón (1936). Fue también productor y arreglista teatral, con montajes como Fuente Ovejuna, de Lope de Vega, en colaboración con Valle-Inclán, entre otras producciones. Tradujo obras francesas e italianas, que se estrenaron en diversos teatros madrileños.

## Obras

### Narrativa

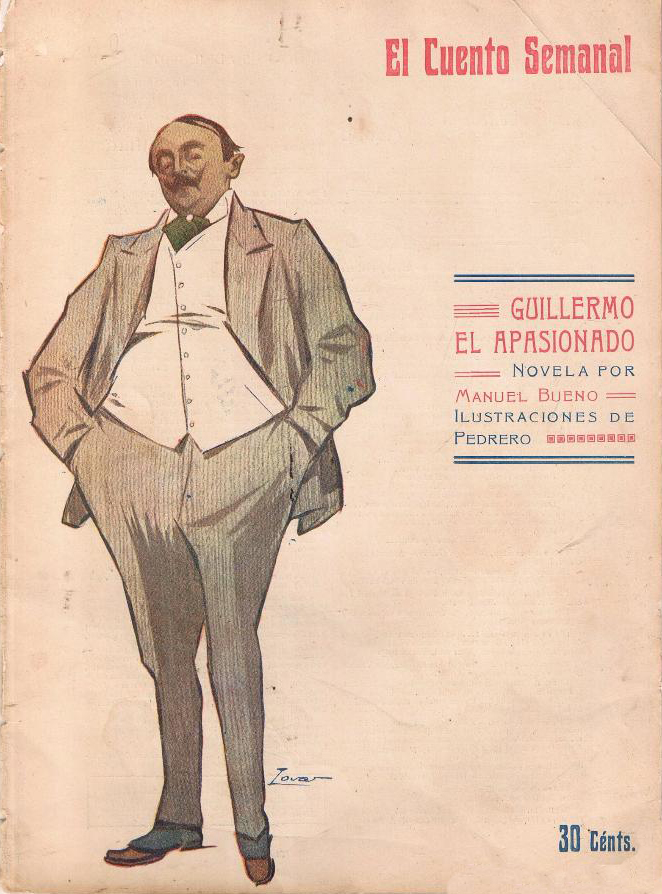
Guillermo el Apasionado, n.º 14 de El Cuento Semanal (5 de abril de 1907). Portada de Tovar.

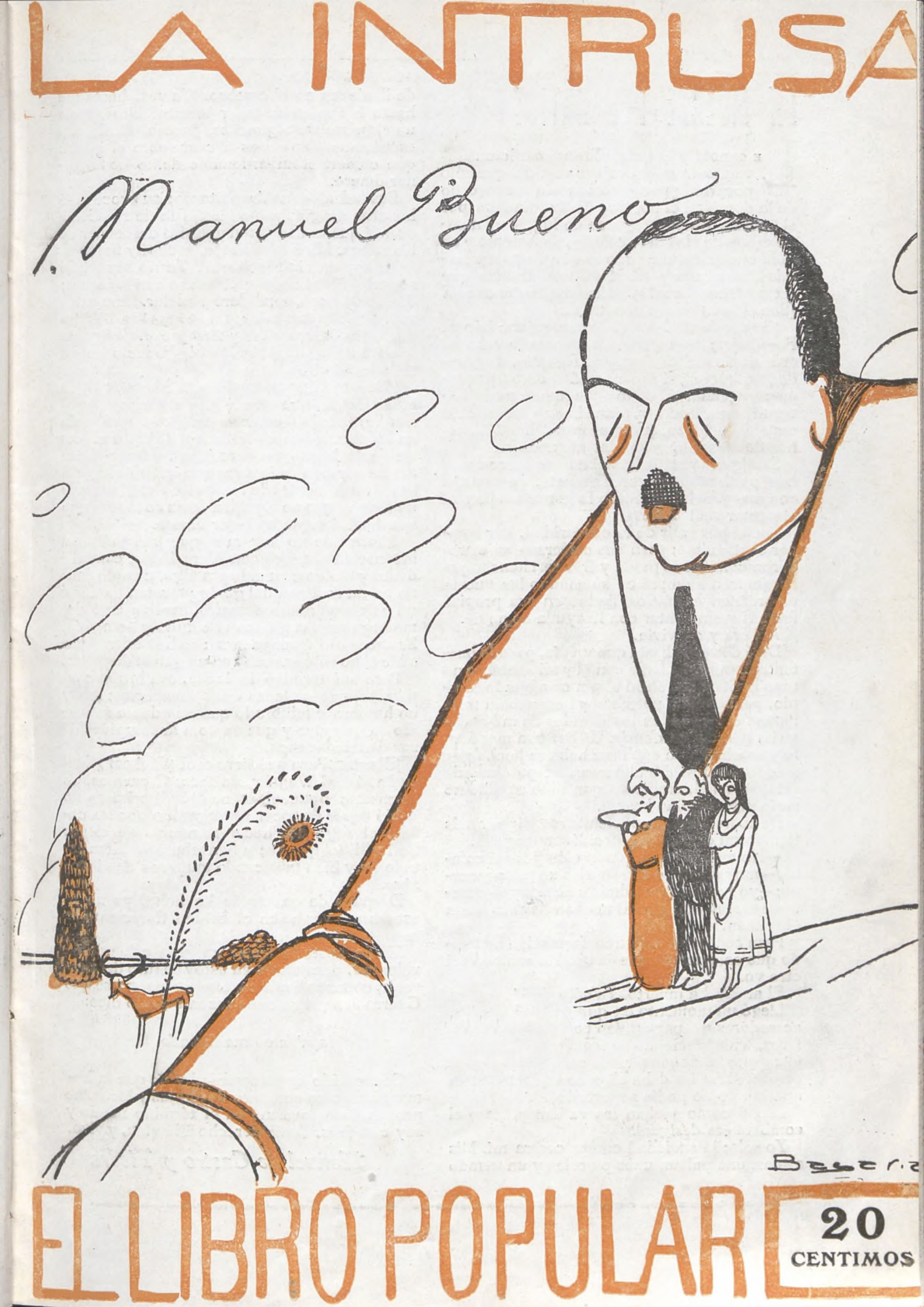
La intrusa, n.º 8 de El Libro Popular (25 de febrero de 1913). Portada de Bagaría.

- Viviendo. Cuentos e historias (Bilbao, 1897).
- Almas y paisajes (cuentos, Madrid, 1900).
- A ras de tierra (cuentos, Valencia, 1902).
- Corazón adentro (Madrid, 1906).
- Guillermo el apasionado (Madrid, El Cuento Semanal, 1907).
- Jaime el Conquistador (Madrid, Renacimiento, 1912).
- La intrusa (Madrid, El Libro Popular, 1913).
- En el umbral de la vida (Madrid, Calleja, 1918).
- El dolor de vivir (Madrid, 1924).
- La ciudad del milagro (Madrid, La Novela Semanal,1924).
- Frente a frente (Madrid, La Novela Semanal, 1925).
- La dulce mentira (Madrid, La Novela Mundial, 1926).
- El último amor (Madrid, La Novela de Hoy, 1930).
- Poniente solar (Madrid, 1931).
- El sabor del pecado (Barcelona, Librería Araluce, 1935).
- El misterioso amor (Madrid, La Novela de una Hora, 1936).
- Los nietos de Dantón (Barcelona, Librería Araluce, 1936).

### Teatro
- El talón de Aquiles (Madrid, El Cuento Semanal, 1909).
- La mentira del amor. Comedia estrenada en el Teatro Español, de Madrid (21 de enero de 1908).
- Lo que Dios quiere. Comedia estrenada en el Teatro Español, de Madrid (5 de mayo de 1924).

### Ensayo y crítica
- Teatro español contemporáneo (Madrid, Renacimiento, 1909).
- España y la monarquía. Estudio político (Madrid-París-Nueva York, Minerva, 1925).
- Palabras al viento (Bilbao, Publicaciones de la Junta de Cultura de Vizcaya, 1952).
- Las terceras de ABC (Madrid, Prensa Española, 1977).